# Márkus Erzsébet
Márkus Erzsébet (Sopron, 1969. augusztus 23. –) olimpiai ezüstérmes magyar súlyemelő, edző és nemzetközi bíró.

## Pályafutása

### Súlyemelőként
Átlagos magasságú (167 cm), arányos testi felépítésű (70 kg), erős izomzata biztosította, hogy  eredményes súlyemelő lehessen. A súlyemelést 1986-ban Körmenden kezdte. Első sportegyesülete – kis kitérővel – a Haladás VSE. Súlycsoportja a 69 kg. Nevelőedzője Oszkó István, vezetőedzője Antalovits Ferenc. Pályafutása során 16 világversenyen indult, s mindössze kettőről nem hozott érmet. 2001-ben indult az utolsó versenyen.

#### Kiemelkedő eredményei

##### Olimpia
Ausztrália egyik nagyvárosa Sydney adott otthont a XXVII., a 2000. évi nyári olimpiai játékok első női súlyemelő tornájának, ahol megszerezte a magyar női súlyemelés első összetett ezüstérmét (242,5 kg), csak testsúllyal szorult a második helyre. Szakításban 112,5 kg-mal világcsúcsot ért el, lökésben 130 kg-ot érte el. Összetettben országos csúcsjavítást hajtott végre.
Görögország fővárosában, Athénban rendezték a XXVIII., a 2004. évi nyári olimpiai játékok súlyemelő tornát, ahol a magyar női válogatott segítőjeként kapott szerepet.

##### Világbajnokság
Világbajnokságokon egy aranyat, három ezüstöt és két bronzot szerzett.
- 1999-ben Görögországban Athénban összetettben bronzérmes.

##### Európa-bajnokság
Európa-bajnoki mérlege: hét arany, hat ezüst és hét bronz.
- 1998-ban Riesában – összetettben aranyérmes.

##### Országos bajnokság
Kilencszeres magyar bajnok.

## Sportvezetőként
Jelenleg is a Haladásban, de már edzőként dolgozik, fiatalokkal foglalkozik.

## Sikerei, díjai
- 2000-ben az év sportolója szavazáson a nők versengésében Kovács Ágnes úszó, Nagy Tímea vívó mögött a harmadik helyen végzett.
- Lóránt Gyula-díj (2010)[2]